# Anaesthesia
Anaesthesia is een internationaal, aan collegiale toetsing onderworpen wetenschappelijk tijdschrift op het gebied van de anesthesiologie. Het wordt uitgegeven door Wiley-Blackwell namens de Association of Anaesthetists of Great Britain and Ireland en verschijnt maandelijks. Het eerste nummer verscheen in 1946.